# Hervormde kerk (Nes, Ameland)
De Hervormde kerk is een kerkgebouw in Nes op Ameland in de Nederlandse provincie Friesland.

## Beschrijving
De zaalkerk werd in 1824 gebouwd op de fundamenten van een kerk uit 1734. Het portaal werd waarschijnlijk tijdens een verbouwing in 1913 toegevoegd. De preekstoel dateert uit de 18e eeuw. Het orgel is gebouwd door L. van Dam en Zonen. Het kerkgebouw is een rijksmonument.

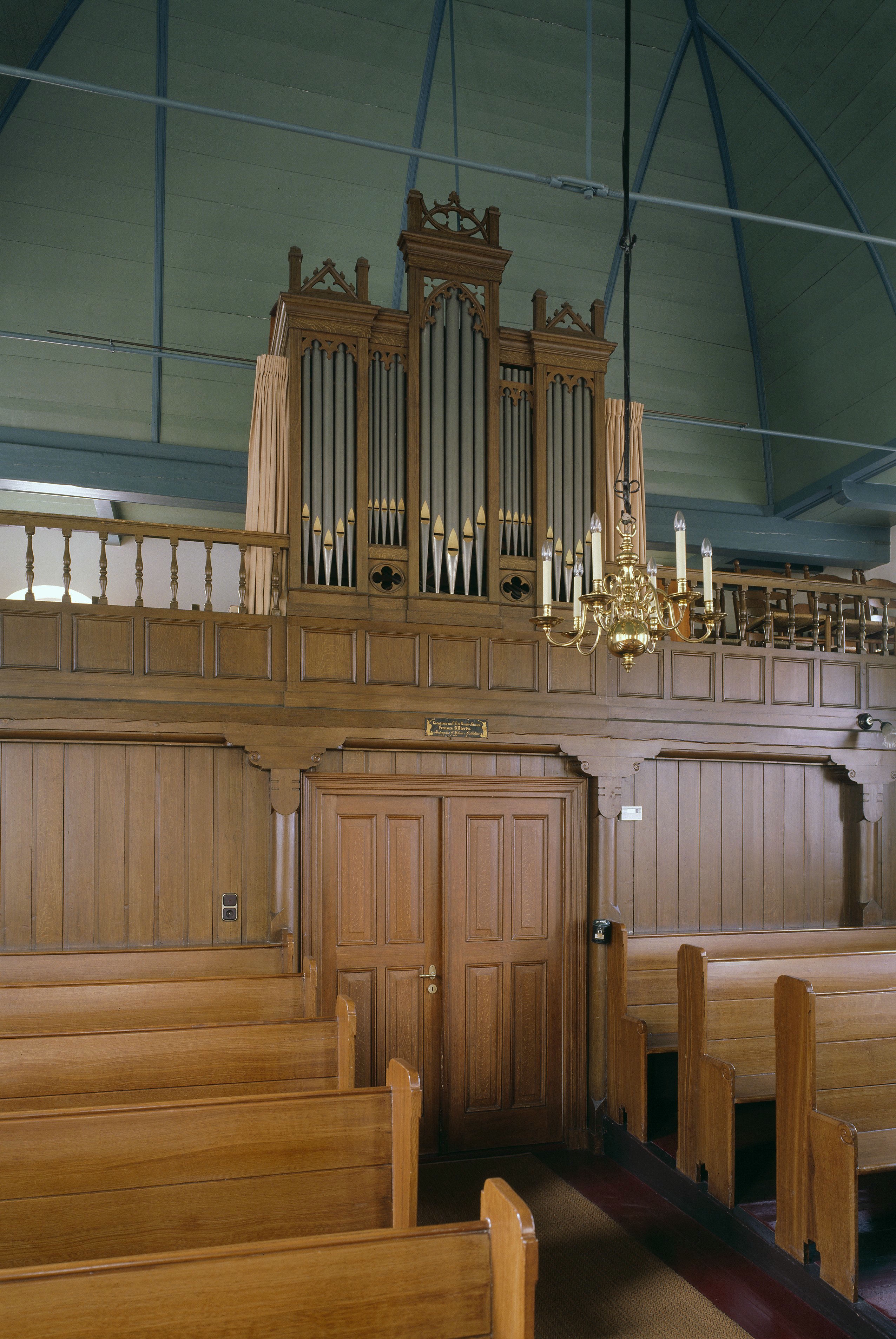
Interieur met orgel (2004)
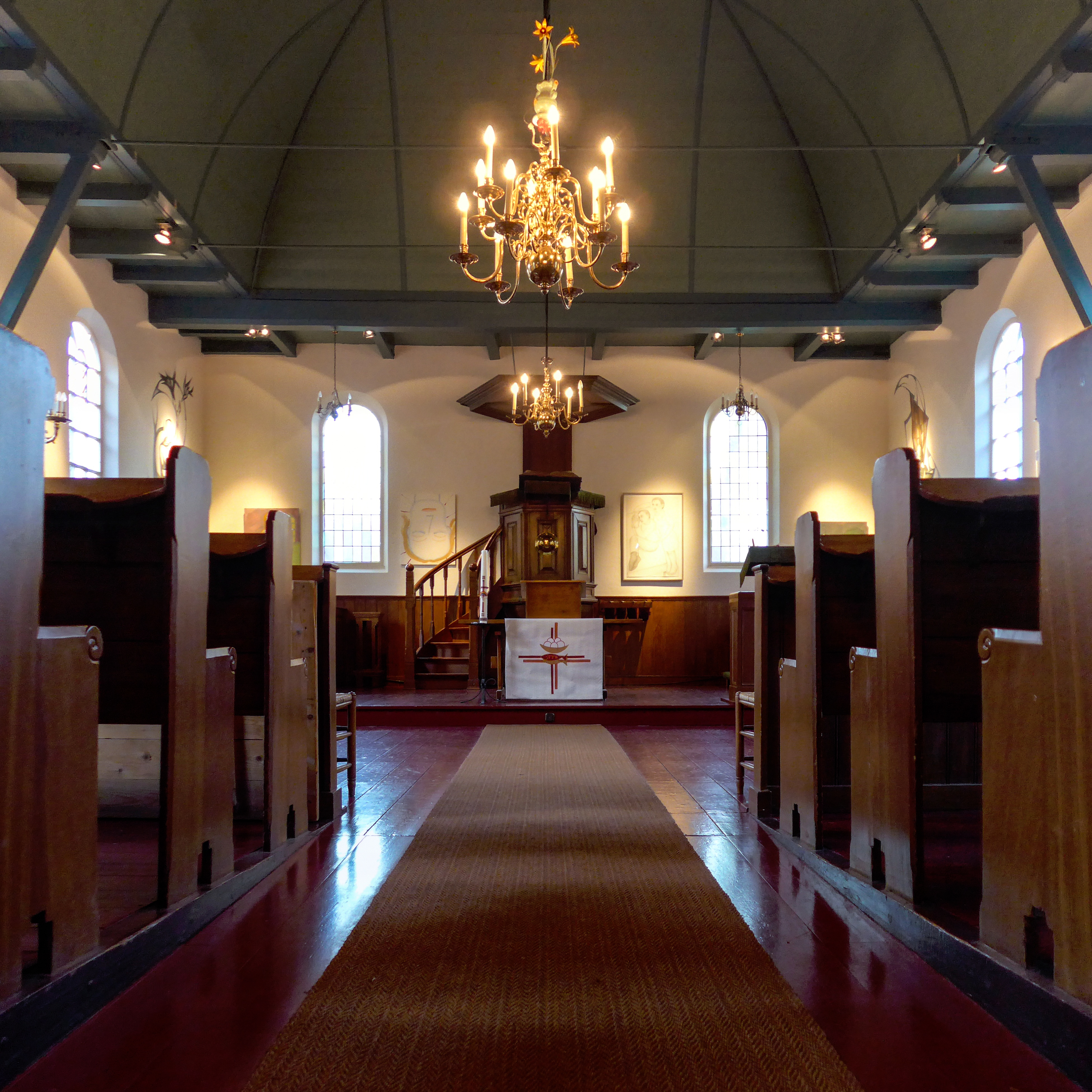
Interieur (2014)
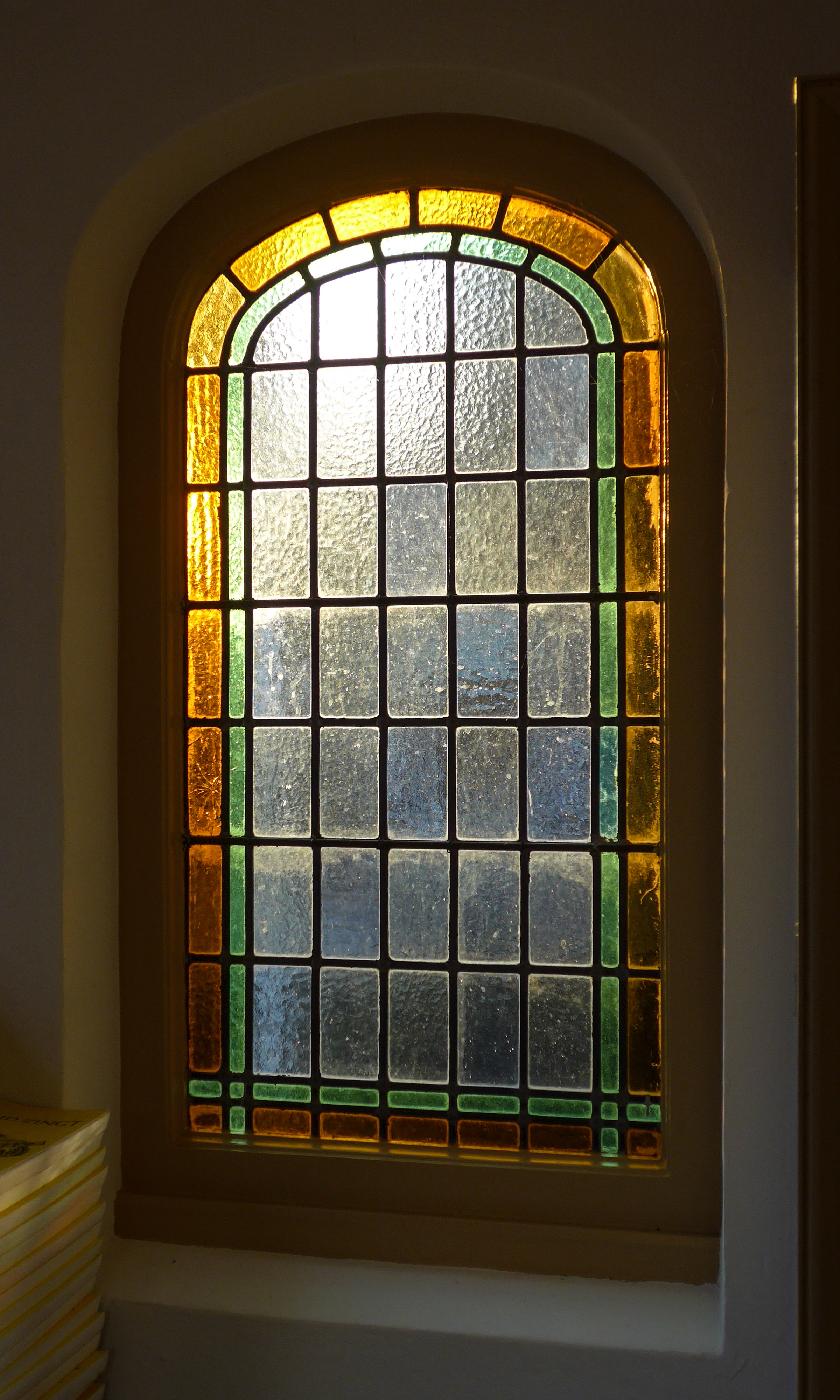
Glas-in-loodraam (2014)